# Bills, Bills, Bills
Singles de Destiny's Child
Get on the Bus
(1999) Bug a Boo
(1999)
Pistes de The Writing's on the Wall
So Good
(2) Confessions
(4)
Bills, Bills, Bills est un single à succès de 1999 des Destiny's Child, sorti comme le premier single de leur second album The Writing's on the Wall. Il fait l'écho des sentiments de la responsabilisation des femmes du single de TLC No Scrubs, et contient le même producteur (Kevin She'kspere Briggs) et le même auteur-compositeur (Kandi Burruss). La chanson devient leur premier numéro un aux États-Unis en juillet 1999, et il atteint également le top 10 en Royaume-Uni. L'album contient un apport plus créative de la part du quatuor, bien qu'ils soient toujours avec une équipe de production lourde avec Rodney Jerkins, Missy Elliott, Chad Elliot, et Dwayne Wiggins de Tony! Toni! Toné!. La chanson est nommée pour la meilleure performance R'n'B par un duo ou un groupe avec chant aux Grammy Awards en 2000.

## Clip vidéo
Le clip vidéo de Bills, Bills, Bills (réalisée par Darren Grant) a été tourné dans un salon de beauté en hommage à Tina Knowles, la mère de la membre du groupe Beyoncé Knowles. Il est également la première des trois vidéos qui inclut Farrah Franklin, même si elle n'a joué qu'un rôle mineur en tant qu'une cliente du salon.
Le clip est présent sur la compilation vidéo The Platinum's on the Wall et en tant que vidéo bonus sur le CD single de Bug a Boo au Royaume-Uni.

## Historique de sortie
| Pays        | Date              |
| ----------- | ----------------- |
| États-Unis  | 15 juin 1999      |
| Royaume-Uni | 12 juillet 1999   |
| Australie   | 14 septembre 1999 |
| Allemagne   | 21 septembre 1999 |

## Ventes
Bills, Bills, Bills débute à la 84e position du classement Hot 100 et atteint la première place cinq semaines plus tard, où il reste pendant une semaine et quitte le classement après vingt semaines de présence. C'est la première chanson des Destiny's Child à prendre la première place du classement Billboard Hot 100. La chanson gagne également un prix BMI Pop pour avoi été la chanson la plus jouée. Avant Bills, Bills, Bills, l'unique single du groupe à avoir entré dans le top dix était No, No, No Pt. 2.
Bills, Bills, Bills atteint également la première place du Hot R&B/Hip-Hop Singles & Tracks pendant neuf semaines consécutives, ce qui en fait une des plus longues singles numéro un dans ce classement et le plus de semaines à la première place en 1999. Il a été également le neuvième single le plus vendu de cette année aux États-Unis.
Au Royaume-Uni, Bills, Bills, Bills prend la sixième place et va se vendre à plus de 165 000 exemplaires.

### Classements
| Classement (1999)      | Meilleure position |
| ---------------------- | ------------------ |
| Australie              | 26                 |
| Belgique (Néer.)       | 20                 |
| Belgique (Fr.)         | 8                  |
| Canada                 | 10                 |
| France                 | 20                 |
| Allemagne              | 19                 |
| Pays-Bas               | 9                  |
| Nouvelle-Zélande       | 12                 |
| Suède                  | 30                 |
| Suisse                 | 28                 |
| Royaume-Uni            | 6                  |
| U.S. Billboard Hot 100 | 1                  |

## Paroles
Malgré le succès du single, certains auditeurs s'interrogent sur le thème, en interprétant sur la demande que l'homme doit payer les factures de la femme et la menace de le quitter s'il n'a pas de raclée masculine. En outre, l'homme de la chanson est l'objet d'insultes, l'accusant d'être un «  insignifiant, un bon à rien de frère. ». Destiny's Child a répliqué que leurs paroles devaient être sur le pouvoir des femmes.
Certaines paroles dans la chanson révèlent que les objectifs de sa critique des hommes sur ceux qui ne peuvent pas rembourser leurs dettes, pas tous les hommes en général. Il s'agit notamment des phrases telles que « Maintenant que tu as fait à fond sur ma carte », « et puis tu utilises mon téléphone cellulaire / Et quand les factures arrivent, tout d'un coup tu es muet », et « Et maintenant tu demandes d'utiliser ma voiture / Conduis-la toute la journée et ne remplit pas le réservoir. »  Ces mêmes griefs sont visés dans le refrain, quand la femme demande, « Peux-tu payer mes factures? / Peux-tu payer mes factures de téléphone? / As-tu payer les factures de l'automobile ? ».
Sporty Thievz, le même groupe qui a écrit No Pigeons en réponse à No Scrubs de TLC écrit une réponse de Bills, Bills, Bills intitulée No Billz (Why, Why, Why). Sporty Thievz est présent également sur I Can't Go For That, un remix ré-enregistrée de Bills, Bills, Bills avec de nouvelles paroles, produit par les Trackmasters, avec un rappeuse appelée Jazz.

## Liste des pistes

### Single États-Unis
Maxi 45 tours Promo
Face A
1. Bills, Bills, Bills (Maurice's Xclusive Livegig Mix) : 7:12
2. Bills, Bills, Bills (Maurice's Xclusive Dub Mix) : 8:03

Face B
1. Bills, Bills, Bills (Digital Black-N-Groove Mix) : 7:22
2. Bills, Bills, Bills (Version album) : 4:16

Maxi 45 tours Single
Face A
1. Bills, Bills, Bills (Version album) : 4:16
2. Bills, Bills, Bills (Digital Black-N-Groove Club Mix) : 7:16
3. Bills, Bills, Bills (A Cappella) : 4:00

Face B
1. Bills, Bills, Bills (Maurice's Xclusive Livegig Mix) : 7:33
2. Bills, Bills, Bills (Maurice's Xclusive Dub Mix) : 8:04

CD Maxi-Single 
1. Bills, Bills, Bills (Version Album) : 4:16
2. Bills, Bills, Bills (Digital Black-N-Groove Club Mix) : 7:07
3. Bills, Bills, Bills (A Cappella) : 4:02
4. Bills, Bills, Bills (Maurice's Xclusive Livegig Mix) : 7:34
5. Bills, Bills, Bills (Maurice's Xclusive Dub Mix) : 8:03

CD Single 38K 79175
1. Bills, Bills, Bills (Version album) - 4:16
2. Bug-A-Boo (extrait) : 1:18
3. So Good (extrait) : 1:03
4. Now That She's Gone (extrait) : 1:11

### Single Royaume-Uni
CD Maxi-Single 
1. Bills, Bills, Bills : 4:16
2. Bills, Bills, Bills (Remix I Can't Go For That) : 3:57
3. No, No, No (Partie II) (avec Wyclef Jean) : 3:30

### Single France
Maxi 45 tours Single
Face A
1. Bills, Bills, Bills : 4:16
2. I Can't Go For That (Bills, Bills, Bills Remix) : 3:57

Face B
1. I Can't Go For That (Bills, Bills, Bills Remix - Version radioRadio Edit) : 3:38
2. I Can't Go For That (Bills, Bills, Bills Remix - W/O Rap) : 3:22

CD Single
1. Bills, Bills, Bills : 4:16
2. I Can't Go For That (Remix Bills, Bills, Bills) (Version radio) : 3:38

### Maxi single Europe
CD Maxi-Single COL 665287 2
1. Bills, Bills, Bills : 4:16
2. I Can't Go For That (Remix Bills, Bills, Bills) (Version radio) : 3:38
3. I Can't Go For That (Remix Bills, Bills, Bills) : 3:57
4. No, No, No (Partie I) (avec Wyclef Jean) : 4:07
5. With Me (Partie II) (avec Master P) : 4:14

## Formats et remixes
- Bills, Bills, Bills (Version Radio)
- Bills, Bills, Bills (A cappella)
- Bills, Bills, Bills (Version Number 1's)
- Bills, Bills, Bills (Instrumentale)
- Bills, Bills, Bills (Ben Jay Remix)
- Bills, Bills, Bills (Digital Black-N-Groove Club Mix Instrumentale)
- Bills, Bills, Bills (Digital Black-N-Groove Club Mix)
- Bills, Bills, Bills (Digital Black-n-Groove Club Remix Radio)
- Bills, Bills, Bills (DJ Def Club's Xclusive Mix)
- Bills, Bills, Bills (Maurice's Xclusive Dub Mix)1
- Bills, Bills, Bills (Maurice's Xclusive Livegig Mix)
- Bills, Bills, Bills (Maurice's Xclusive Mix)1
- Bills, Bills, Bills (UK Garage Mix)
- Bills, Bills, Bills (D'n'D 2-Step Mix)
- I Can't Go For That ('BBB' Trackmasters Remix Version Radio) (avec Jazz-Ming et Sporty Thievz)
- I Can't Go For That ('BBB' Trackmasters Remix) (avec Jazz-Ming et Sporty Thievz)
- I Can't Go For That ('BBB' Trackmasters Remix A cappella) (avec Jazz-Ming et Sporty Thievz)
- I Can't Go For That ('BBB' Trackmasters Remix Instrumentale)

Notes
- 1 les remixes contiennent les chants ré-enregistrés avec Beyoncé (ad-libs) et Kelly (ad-libs dans le pont), arrangés par Maurice Joshua.

## Crédits et personnel
- Chants: Beyoncé Knowles (2 couplets) et Kelly Rowland (2 ponts)
- Choristes: Kelly Rowland, LeToya Luckett et LaTavia Roberson, Beyoncé Knowles
- Production: Beyoncé Knowles, Kelly Rowland, Letoya Luckett, LaTavia Roberson, Kevin Briggs et She'kspere.